# Lebanon (Nowy Jork)
Lebanon – miasto w Stanach Zjednoczonych, w stanie Nowy Jork, w hrabstwie Madison.